# 眶後骨

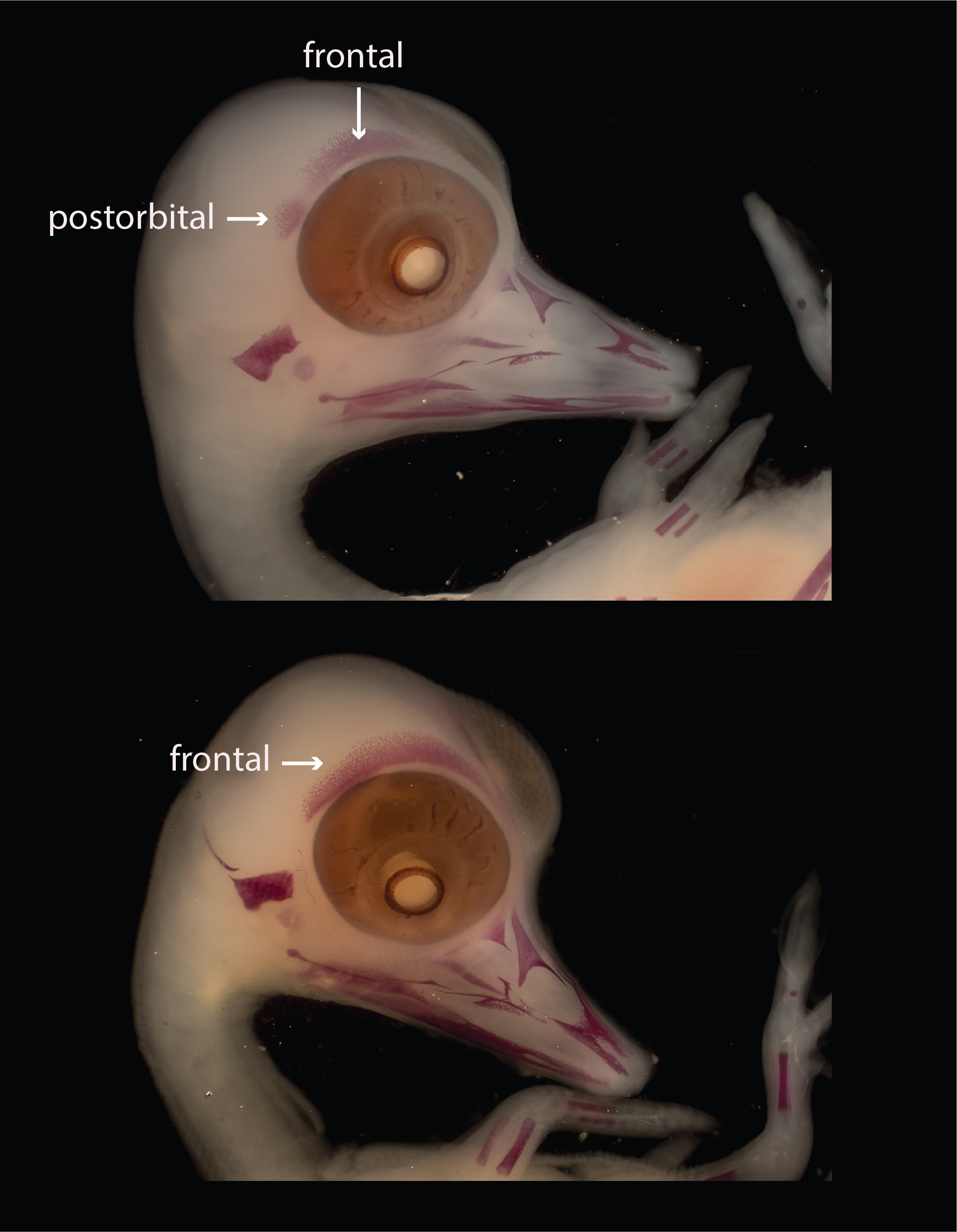
鴨子胚胎的框後骨在發育中不斷融合

馳龍的頭骨解剖圖

眶後骨（英語：postorbital bone）是脊椎動物顱骨中的骨骼之一，形成皮質顱頂甲的一部分，有時還形成環繞眼眶的環。通常，它位於後額骨的前面及眼眶的後方。 在一些脊椎動物中，眶後骨與後額骨融合在一起，形成眶後額骨（英語：postorbitofrontal bone）。 鳥類在胚胎時有一個單獨的眶後骨，但在孵化後已完全與後額骨融合。